# Misa en si menor, BWV 232

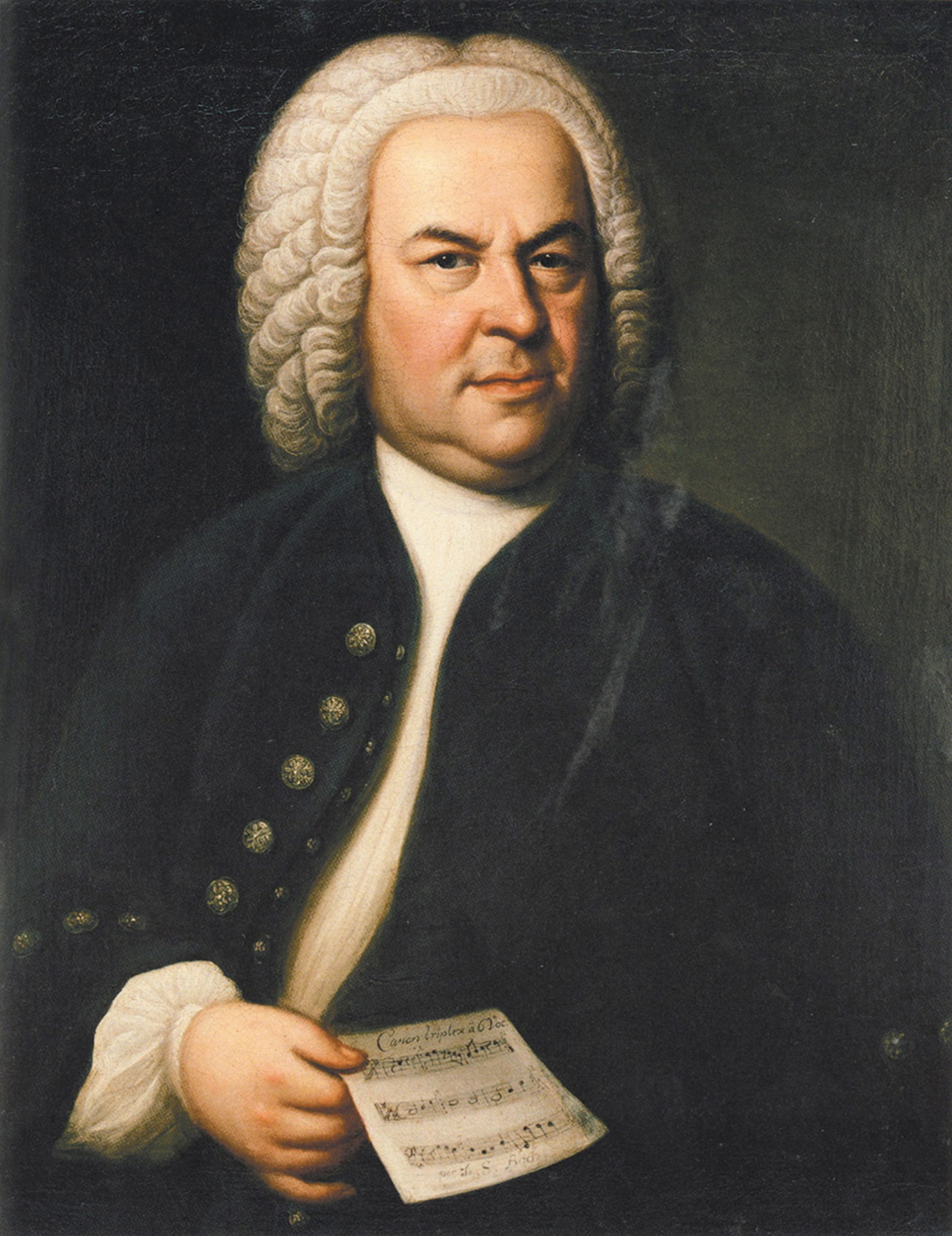
Bach en 1746.

La Misa en si menor, BWV 232 es una pieza sacra para solistas, coro y orquesta, escrita por el compositor barroco alemán Johann Sebastian Bach entre 1724 y 1749.
En el legado del más exitoso de sus hijos, Carl Philipp Emanuel Bach, aparece como la «Gran Misa Católica» (die große catholische Messe), aunque no está claro a qué se refiere dicha denominación, si es por un uso propio de la familia Bach o se refiere a que están musicalizadas todas las partes de la misa católica, y no solo a las dictadas por el legado luterano, que se reducían al Kyrie y al Gloria.

## Historia

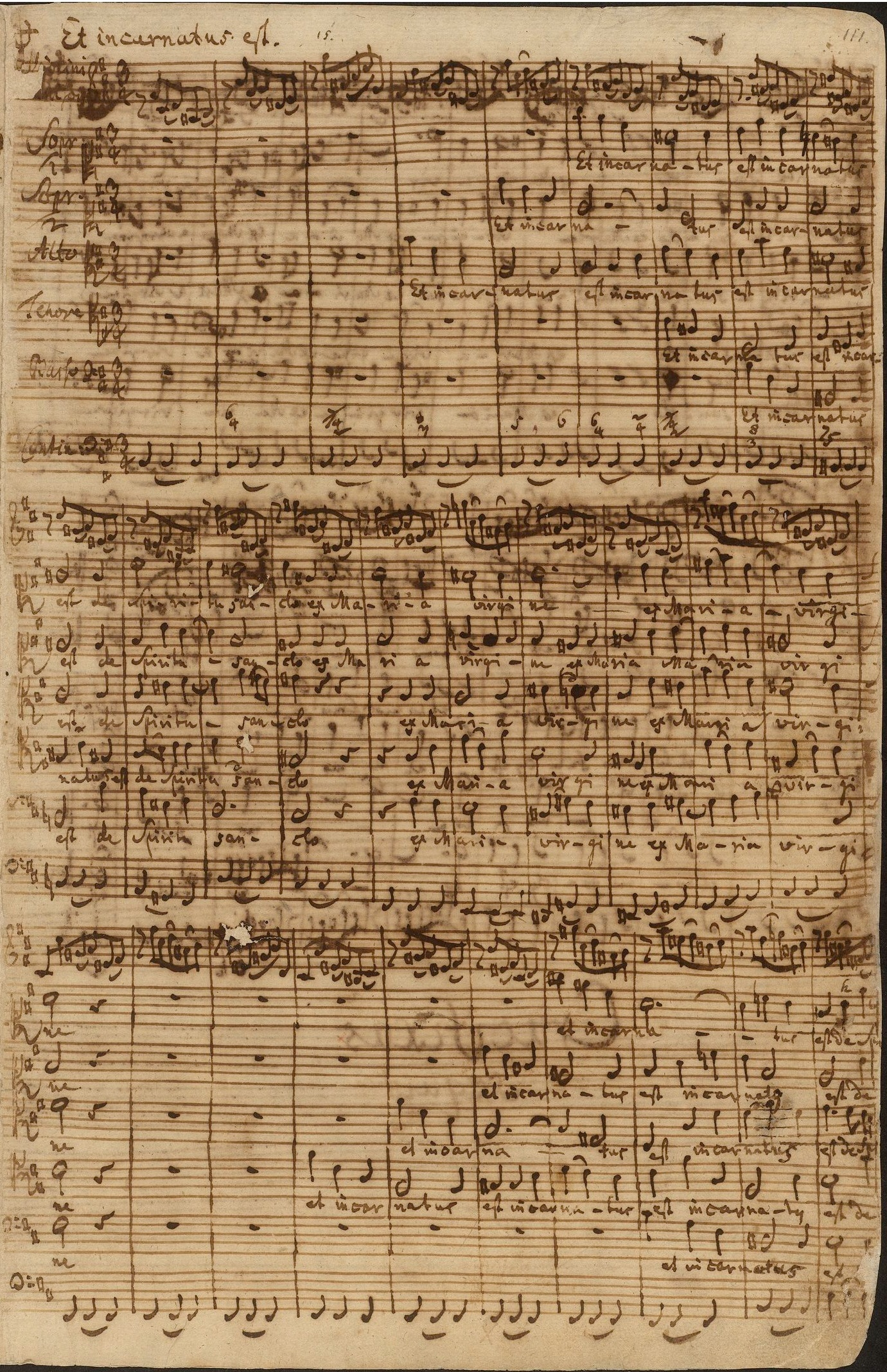
II. 4. Et incarnatus est en la partitura autógrafa.

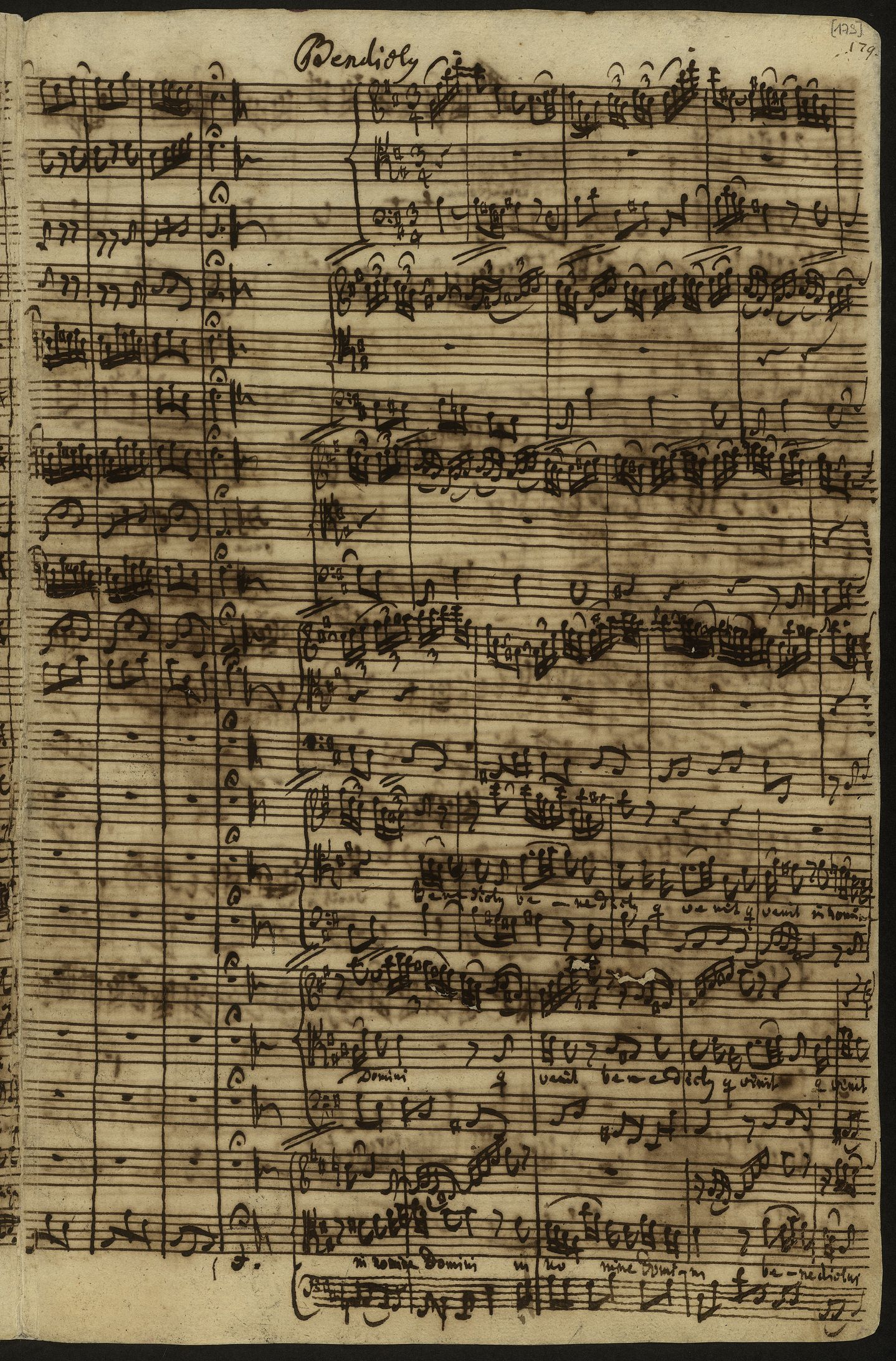
IV. 2. Benedictus en la partitura autógrafa.

### Composición
Según los investigadores, buena parte de sus 27 piezas son parodias (en el sentido antiguo aplicado a este término musical, se refiere a un material original del propio autor reutilizado en una obra nueva). Comprende todo el Ordinario de la Misa, Kyrie, Gloria, Credo, Sanctus y Agnus Dei. 
No es una partitura unitaria. Bach trabajó en esta obra en varios períodos de su vida, repartidos en más de veinte años, entre 1724 y 1749, el año anterior a la muerte del compositor:
- El Sanctus fue compuesto para el día de Navidad de 1724.[9]
- En 1733 compuso una misa abreviada (Missa brevis) con el Kyrie y el Gloria durante el período de luto de cinco meses que siguió a la muerte del elector Augusto II el 1 de febrero y antes del 27 de julio, cuando Bach presentó a su sucesor, Augusto III de Polonia, con la Missa como un conjunto de partes instrumentales y vocales. Es posible que el Kyrie se concibiera como música de luto para Augusto II y el Gloria como celebración de la ascensión al trono de Augusto III.[7]

La primera versión podría usarse tanto en los ritos católicos como luteranos. Bach dedicó las 21 partes de esta versión en julio a la corte católica de Dresde, expresando su deseo de recibir el título de "compositor de la corte". Pero no sería hasta noviembre de 1736 cuando llegaría a convertirse en "compositor de la corte del príncipe elector de Sajonia y de la corte real de Polonia".
- En 1747-1749, Bach decidió expandir la Misa[7] al Credo, Sanctus y Agnus Dei, ya sea con nuevas composiciones o utilizando partes de cantatas anteriores. Hacia 1749 compuso el Symbolum Nicenum (Credo) y desde ese año continuó la ampliación de la obra con la escritura del Sanctus y la escritura de los restantes movimientos desde el Osanna hasta el Dona nobis pacem hasta encajar conjuntamente todas las partituras.

Si bien Bach no dejó testamento, el manuscrito original fue a parar a manos de Carl Philipp Emanuel Bach y lo adquirió a sus herederos, en 1805, el musicólogo y editor suizo Hans Georg Nägeli. 
Desde 2015 el manuscrito de la partitura de Bach ha sido incluido en el Registro internacional 'Memoria del Mundo' de la Unesco, señalando lo siguiente: "La escritura caligráfica de Bach, su ritmo enérgico, el reparto de las notas en las páginas y el ritmo musical que se apercibe en ellas son elementos que dotan al manuscrito de un aura única. Además, la Misa en si menor forma parte de las obras de música clásica más tocadas y representadas en público en todo el mundo."

### Publicación y primeras interpretaciones
La primera publicación del Kyrie y Gloria, en 1833 fue debida a Nägeli con la editora alemana de música, Simrock, refiriéndose a ella como Messe. Finalmente, Nägeli y Simrock produjeron la primera publicación en 1845, llamándola Misa mayor en si menor (Hohe Messe in h-moll).
Para Nägeli, la Misa era: "La mayor obra de arte musical de todos los tiempos y todos los pueblos". El adjetivo 'mayor', para el musicólogo John Butt, fue "fuertemente influenciado por el impacto monumental de la Missa Solemnis de Beethoven". Aunque prontamente dejó de ser de uso común, no así la frase preposicional 'en si menor' que ha sobrevivido, aunque en cierto modo sea engañosa: solo cinco de los 27 movimientos de la obra están en si menor, mientras que doce, incluidos los finales de cada uno de los cuatro secciones principales, están en re mayor (la relativa de si menor). El Kyrie de apertura, sin embargo, está en si menor, con el Christe Eleison en re mayor y el segundo Kyrie en fa sostenido menor. Como señala Butt, estas tonalidades perfilan un acorde de si menor.
Aunque recientemente se está debatiendo la posibilidad de una interpretación en Viena en tiempos de Bach, se considera que la primera interpretación pública (aunque parcial) tuvo lugar en 1834/1835, a cargo de la Berliner Singakademie, dirigida por Carl Friedrich Rundhagen.
La primera interpretación completa no se dio hasta el año 1856, en Fráncfort, a cargo de la Asociación de Santa Cecilia (Cäcilienchor Frankfurt) de esa ciudad.

## Instrumentación

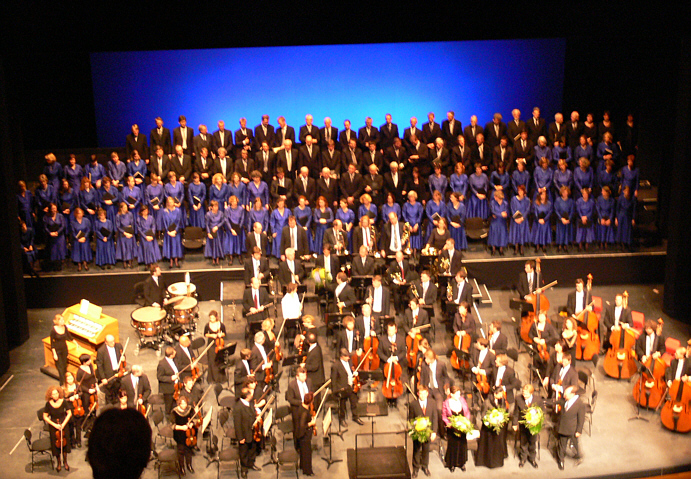
Coro de Santa Cecilia, Fráncfort 2008.

La partitura está escrita para una orquesta formada por dos flautas, dos oboes d'amore (doblando sobre oboes), dos fagotes, una trompa natural (en re), tres trompetas naturales (en re), timbales, violines I y II, violas y bajo continuo (violonchelos, bajos, fagotes, órgano y clavicémbalo). Se requiere un tercer oboe para el Sanctus.

## Estructura y análisis
La pieza consta de cuatro partes:
- I. Missa (Kyrie & Gloria)
- II. Symbolum Nicaenum (Credo)
- III. Sanctus
- IV. Osanna, Benedictus, Agnus Dei, Dona Nobis Pacem

Estas cuatro partes del manuscrito están numeradas y la fórmula de cierre habitual de Bach (SDG = Soli Deo Gloria) se encuentra al final del Dona nobis pacem. La Misa es un compendio de muchos estilos diferentes en la composición vocal, tanto en el Stile Antico que recuerda a la música renacentista (conteniendo incluso canto gregoriano) como en el estilo barroco concertante de su época: escritura y danzas con fugas, arias y un movimiento para dos coros a cuatro voces. Similar a la arquitectura de la época, Bach logró una simetría de las partes, con la profesión de fe (Credo) en el centro y el Crucifixus en su centro. Bach compuso la obra para cinco partes vocales (dos sopranos, contralto, tenor y bajo, SSCTB). Mientras que algunos movimientos corales son solo para cuatro partes, el Sanctus está escrito para seis voces (SSCCTB) y el Osanna incluso para dos coros de cuatro partes. Bach propuso una rica instrumentación de metales, instrumentos de viento y cuerdas, asignando variadas partes de obbligato a diferentes instrumentos.

### I.Missa (Kyrie & Gloria)
El Kyrie tripartito, se divide en tres secciones reales:
1. Kyrie eleison (1º), coro a 5 (soprano I, II, contralto, tenor, bajo) en si menor, marcado como Adagio, Largo en la sección principal con una firma de tiempo autógrafa de  o tiempo común, compás de 4/4.[19]
2. Christe eleison, dueto (soprano I,II) en re mayor, con violines obbligato, Andante con compás .
3. Kyrie eleison (2º), coro a 4 (soprano, contralto, tenor, bajo) en fa sostenido menor, Allegro moderato, compás 2/2 (), alla breve, (en si-sol-la).

El Gloria cuenta con nueve números muy variados, concediendo un papel protagonista a prácticamente todos los elementos de la plantilla orquestal, pero orientados hacia una concepción unitaria de la armonía. Téngase en cuenta el predominio del tres, los nueve movimientos (trinitarios, 3 × 3) que siguen con una estructura en gran medida simétrica, con el Domine Deus en el centro.
1. Gloria in excelsis, coro a 5 en re mayor, Vivace, compás 3/8, realzado por trompetas y timbales. Bach reutilizó la música del coro de apertura de su cantata Gloria in excelsis Deo, BWV 191.
2. Et in terra pax, coro a 5 en re mayor, Andante, compás . De nuevo, reutilizó la música del coro de apertura de la BWV 191.
3. Laudamus te, aria (soprano II) en la mayor, con violín obbligato, Andante, compás .
4. Gratias agimus tibi, coro a 4 en re mayor, Allegro moderato compás  alla breve. En doble fuga a la antica la melodía es una reelaboración del segundo movimiento de su cantata Ratwechsel: Wir danken dir, Gott, wir danken dir, BWV 29, escrita en 1731.
5. Domine Deus, aria: dueto soprano I, tenor en sol mayor Andante, compás , con acompañamiento de la flauta en unísono, violín I/II, viola y continuo. La música aparece en un dueto en su cantata BWV 191.
6. Qui tollis peccata mundi, coro a 4 (soprano II, contralto, tenor, bajo) en si menor, Lento, compás 3/4. El coro es una reelaboración de la primera mitad del movimiento inicial de la cantata de 1723, Schauet doch und sehet, ob irgend ein Schmerz sei, BWV 46.
7. Qui sedes ad dexteram Patris, aria para contralto en si menor con acompañamiento del oboe d’amore, violín I/II, viola y continuo, Andante commodo, compás 6/8.
8. Quoniam tu solus sanctus, aria para bajo en re mayor con corno da caccia obbligato, Andante lento, compás 3/4.
9. Cum Sancto Spiritu coro a 5 en re mayor, Vivace, compás 3/4. Bach reutilizó la música, modificándola del coro de cierre de la BWV 191.

### II.Symbolum Nicaenum (Credo)
El Credo o Symbolum Nicaenum, como lo denominó Bach, consta de 9 movimientos con estructura simétrica con la Crucifixus (Crucifixión) en el centro y arias en tercer y séptimo lugar. Lo finalizaría hacia 1748:
1. Credo in unum Deum, coro a 5 en la mixolidio, Moderato, compás 2/2. En realidad, articulado a partir de la entonación gregoriana en una fuga a 7 (cinco voces, dos violines), número de la divinidad.
2. Patrem omnipotentem, coro a 4 en re mayor, Allegro compás 2/2. La música es una reelaboración del coro de apertura de su cantata Gott, wie dein Name, so ist auch dein Ruhm, BWV 171.
3. Et in unum Dominum, dueto (soprano I, contralto) en sol mayor, canon libre, Andante, compás .
4. Et incarnatus est, coro a 5 en si menor, Andante maestoso, compás 3/4.
5. Crucifixus, coro a 4 (soprano II, contralto, tenor, bajo) en mi menor, Grave, compás 3/2. La música es una reelaboración de la primera sección del primer coro de la cantata de 1714, Weinen, Klagen, Sorgen, Zagen, BWV 12. Utiliza una figura en los violines conocida como suspiratio (suspiro), para reflejar «el sufrimiento de Cristo en las garras de la muerte»,[20] con lo que proporciona un tono lamentoso al que se une la tonalidad del mi menor.
6. Et resurrexit, coro a 5 en re mayor, Allegro, compás 3/4, ritmos de polonesa. Después del movimiento sosegado anterior, un tutti.
7. Et in Spiritum Sanctum, aria (bajo) en la mayor con oboe d'amore obbligati, Andantino, compás 6/8.
8. Confiteor unum baptisma, coro a 5 en fa sostenido menor, Moderato, Adagio compás 2/2. Con el único acompañamiento del continuo.
9. Et expecto resurrectionem, coro a 5 en re mayor, Vivace ed allegro, compás 2/2. Implícitamente en  (ya que no se destaca con una doble barra en el autógrafo del Confiteor). La música es una reelaboración del segundo movimiento de la cantata Gott, man lobet dich in der Stille, BWV 120, sobre las palabras Jauchzet, ihr erfreute Stimmen, con motivo del Ratswechsel, la inauguración de un nuevo ayuntamiento en un servicio religioso.

### III.Sanctus
La tercera sección está compuesta por un solo movimiento:
1. Sanctus, sanctus, sanctus, coro a 6 (soprano I / II, contralto I / II, tenor, bajo) en re mayor, Largo, compás , Vivace, compás 3/8. Derivado de una obra anterior, un Sanctus perdido, para tres sopranos y una contralto, escrita para la Navidad de 1724.

### IV.Osanna, Benedictus, Agnus Dei, Dona Nobis Pacem
La cuarta y última sección incluye cinco movimientos:
1. Osanna in excelsis, coro a 8 en re mayor, Allegro, compás 3/8. Un doble coro con la orquesta al completo. Una reelaboración de la sección A del coro Es lebe der König, BWV Anh. 11/1 (1732) o Preise dein Glücke, BWV 215 (1734).
2. Benedictus aria para tenor en si menor con flauta (o violín) obbligato, Andante, compás 3/4.
3. Osanna in excelsis, coro a 8 en re mayor, como repetición.
4. Agnus Dei, aria para contralto en sol menor, con violín obbligato, Adagio, compás 4/4. Por su forma y tonalidad, se le otorga una sugerente independencia, considerándose uno de los momentos más notables de la Misa. Es una parodia del aria, "Entfernet euch, ihr kalten Herzen" ('Retírate, corazón frío'), de una serenata de boda perdida (1725). Bach también reutilizó el aria nupcial para el aria de contralto, "Ach, bleibe doch" ('Oh, quédate'), de su Oratorio de la Ascensión Lobet Gott in sein Reichen, BWV 11 de 1735. Como las dos versiones supervivientes son bastante diferentes, se cree que ambas comparten un modelo común.
5. Dona nobis pacem, coro a 4, Moderato, compás 2/2. La música es casi idéntica al Gratias agimus tibi del Gloria. Un final jubiloso para terminar la obra